# Elisha Kane
Pour les articles homonymes, voir Kane.
Elisha Kent Kane (Philadelphie, 28 février 1820 - Cuba, 16 février 1857) est un officier de marine, médecin de la United States Navy, et explorateur américain.

## Biographie

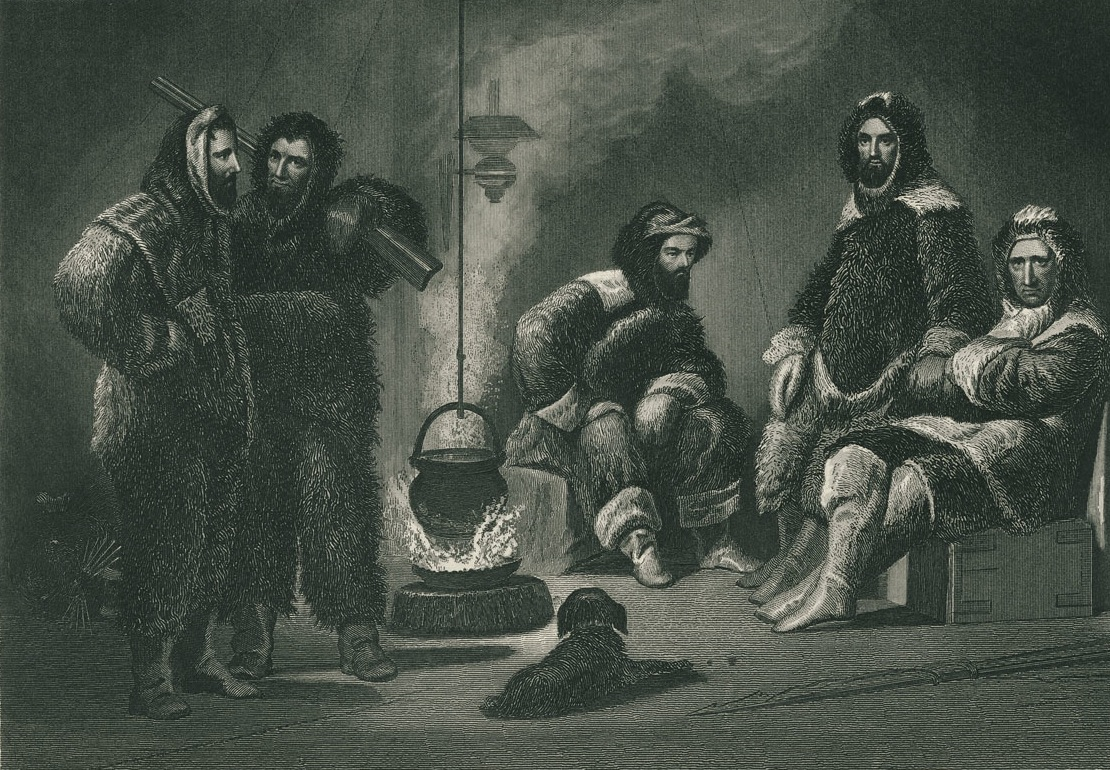
Second hivernage au Groenland, Kane est assis au centre

Fils d'un père juriste, il est diplômé de médecine à l'université de Pennsylvanie en 1842 et s'engage comme chirurgien en second dans l'US Navy. Il sert alors en Chine, aux Philippines, en Inde, au Brésil, au Moyen-Orient et en Afrique et participe à la guerre américano-mexicaine (1846-1848). 

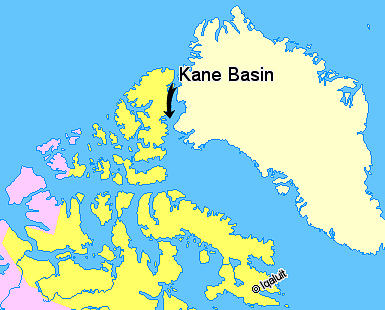
Kane Basin, Nunavut, Canada.
Nunavut
Greenland
Northwest Territories

En 1850-1851, sous les ordres d'Edwin De Haven, il sert comme chirurgien-assistant et historien de la première expédition arctique américaine sur l'Advance et le Rescue puis est nommé médecin en chef de la Première expédition Grinnell (en) partie à la recherche de l'expédition Franklin. En mai 1853, capitaine de l' Advence, il prend la direction de la Seconde expédition Grinnell et, malgré d'atroces souffrances atteint la zone du Bassin Kane et emprunte le Passage Kennedy alors libre de glaces. Le 10 septembre 1853, il effectue ainsi l'hivernage le plus septentrional réalisé par une expédition scientifique. Il reconnait pour la première fois le glacier de Humboldt. Durant ce périple, William Morton, accompagné de l'inuit Hans Hendrik, remonte le détroit de Smith et témoigne avoir découvert la mer libre de glace. 
Kane mène d'importants relevés météorologiques, océanologiques, botaniques, ornithologiques et de magnétisme et étudie les mœurs des inuits avec qui il dresse des alliances mais, à cause de mutineries, de désertions, du froid précoce et de la famine, après avoir abandonné et brulé son navire le 17 mai 1855, il rentre à pied jusqu'à Upernavik, atteinte le 6 août, en n'ayant perdu qu'un seul homme, grâce à l'aide des autochtone inuit avec qui Kane avait tissé d'excellentes relations. À son retour à New York, il expose ses aventures à Jane Franklin et publie le récit de ses voyages, Arctic Explorations (1856) qui devient le best-sellers de l'année. 
Malade, il voyage à Cuba pour restaurer sa santé mais y meurt en 1857. Il est inhumé à Philadelphie dans des honneurs dignes d'être nationaux.
Kane est le modèle du personnage du Capitaine Hatteras dans Les Aventures du capitaine Hatteras de Jules Verne,.

## Œuvres
- 1854 : First Grinnell Arctic Expedition
- 1856 : Arctic Explorations, 2 vol.